# Клячко Юрій Аркадійович
Юрій (Юстин) Аркадійович Клячко́ (рос. Юрий Аркадьевич Клячко; нар. 5 жовтня 1910, Антверпен — пом. 5 липня 2004, Москва) — радянський вчений в області аналітичної і фіхичної хімії, аналітики і технології вин. Доктор хімічних наук з 1939 року, професор з 1940 року. Заслужений діяч науки і техніки РРФСР.

## Біографія
Народився 5 жовтня 1910 року в місті Антверпені (Бельгія), у сім'ї російських політичних емігрантів, які брали участь у революції 1905 року в Росії. Його родина повернулась до Росії перед початком Першої світової війни.
У 1931 році закінчив хімічний факультет Московського вищого технічного училища імені М. Е. Баумана. У 1931—1932 роках — заступник завідувача кафедри технічних дисциплін Московського планового інституту, в 1932—1939 роках — начальник фізико-хімічної лабораторії Московського металообробного заводу Міністерства оборонної промисловості, у 1936—1937 роках — учений фахівець Інституту загальної та неорганічної хімії Академія наук СРСР. 1935 року закінчив ад'юнктуру у Військово-хімічній академії. Захистив кандидатську дисертацію в області колоїдної хімії. 1939 року захистив докторську дисертацію по аналітичній хімії. Член ВКП(б) з 1939 року.
З 1940 року заступник начальника, а у 1941—1942 роках — начальник Військової академії хімічного захисту. Учасник Другої світової війни. Інженер-полковник. Організував із складу академії батальйон і був начальником бойової ділянки на близьких підступах до Москви. Під його керівництвом була розгорнута робота по створенні нових засобів хімічної оборони, тому числі по димах, антидотах, вогневих засобах. Нагороджений медаллю «За бойові заслуги».
У 1944—1963 роках — начальник лабораторії неметалевих і газових включень ЦНДІ чорної металургії, в 1948—1950 роках — завідувач кафедрою фізичної хімії Всесоюзного заочного індустріального інституту. З 1963 року і до кінця життя — професор і завідувач заснованої ним кафедри аналітичної хімії Всесоюзного заочного інституту харчової промисловості (Московської державної технологічної академії).
Помер в Москві 5 липня 2004 року. Похований на Донському кладовищі.

## Наукова діяльність
Автор і керівник ряду наукових робіт по застосуванню синтетичних високомолекулярних флокулянтів у виноробстві, по клатратній теорії стану діоксиду вуглецю в шампанському, методам аналізу біополімерів в винах і соках, аналізу осаду і залишкових вмістів флокулянтів в винах, електрохімічних і хроматографічних методів аналізу вин, соків, коньяків і шампанського. Автор кількох навчальних посібників з аналітичної хімії, 30 винаходів по технології і методам аналізу, 1235 наукових публікацій, в тому числі 4-х монографій. Серед робіт:
- Катионный флокулянт для оклейки и стабилизации вин. — Виноделие и виноградарство СССР, 1969, № 8 (у співавторстві);
- Теоретические основы современного качественного анализа. — Москва, 1978 (у співавторстві з Ю. С. Ляліковим[6]).